# Evermore (альбом)
| Совокупная оценка         | Совокупная оценка |
| Источник                  | Оценка            |
| ------------------------- | ----------------- |
| AnyDecentMusic?           | 8.0/10            |
| Metacritic                | 85/100            |
| Оценки критиков           |                   |
| Источник                  | Оценка            |
| The Daily Telegraph       | [ 8 ]             |
| Entertainment Weekly      | [ 9 ]             |
| The Guardian              | [ 1 ]             |
| Gigwise                   | [ 10 ]            |
| The Independent           | [ 11 ]            |
| The Irish Times           | [ 12 ]            |
| The Line of Best Fit      | 8/10              |
| NME                       | [ 13 ]            |
| Rolling Stone             | [ 14 ]            |
| The Sydney Morning Herald | [ 15 ]            |
| The Times                 | [ 16 ]            |
| The Irish Times           | [ 17 ]            |
| Uncut                     | 8/10              |

Evermore  (с англ. — «навсегда»; стилизовано под строчные буквы) — девятый студийный альбом американской певицы и автора песен Тейлор Свифт, релиз которого состоялся 11 декабря 2020 года на лейбле Republic Records, то есть менее чем через пять месяцев после восьмого студийного альбома певицы, Folklore. Evermore — это «сестринский альбом» своего предшественника, оба альбома — сюрпризы, анонсированные в социальных сетях за несколько часов до релиза. В Evermore в качестве гостей выступают американские группы Bon Iver, Haim и the National. Среди авторов и продюсеров сама Свифт, Аарон Десснер и Джек Антонофф. Премьера заглавного сингла «Willow» состоялась вместе с музыкальным видео, снятым самостоятельно, одновременно с запуском альбома.
Evermore дебютировал на первых местах в хит-парадах Австралии, Великобритании и США. Свифт стала первой женщиной с восемью дебютами на первом месте в США и поставила рекорд по самому короткому промежутку между двумя чарттопперами: между лидерством Folklore и Evermore прошло всего 4 месяца и 18 дней. Также первый сингл «Willow» стал седьмым чарттоппером Свифт в чарте Billboard Hot 100.
«Прости, Санта, но Тейлор уже сделала лучший подарок», написал обозреватель журнала Billboard, говоря о шокирующем состоянии армии фанатов Свифт в день релиза.

## История и концепция
Я знаю, что этот праздничный сезон многие проведут в одиночестве, и если кто-то из вас, кто обращается к музыке, хочет совладать с собой в отсутствие любимых рядом, как я, то этот альбом для вас.
24 июля 2020 года, во время карантина COVID-19, Свифт выпустила выпустила сюрприз в виде её восьмого студийного альбома Folklore, получивший признание критиков и коммерческий успех. Он стал самым продаваемым альбомом 2020 года и получил пять номинаций на «Грэмми-2021», включая престижную категорию Альбом года. 25 ноября 2020 года был выпущен документальный фильм-концерт под названием Folklore: The Long Pond Studio Sessions, подробно рассказывающий о творческом процессе создания Folklore с исполнением его песен; релиз прошёл на Disney+.
10 декабря 2020 года Свифт загрузила в Instagram девять фотографий, которые вместе сформировали сетчатое изображение спины певицы. В другом срочном посте во всех своих аккаунтах в социальных сетях Свифт объявила, что её девятый студийный альбом под названием Evermore выйдет в полночь за два дня до её тридцать первого дня рождения. Она раскрыла трек-лист, в который вошли треки с участием групп Haim, the National и Bon Iver, и добавила, что премьера музыкального видео для первого трека, «Willow», состоится на YouTube одновременно с выходом альбома.
Свифт заявила в Instagram, что после выхода Folklore «мы просто не могли перестать писать песни» и описала искушение продолжать как чувство «как будто мы стоим на краю фольклорного леса и имеем выбор: повернуть и уйти назад или отправиться дальше в лес этой музыки. Мы решили блуждать глубже». Исследуя темы, связанные с Folklore и этим последующим альбомом, она пишет: «Мне понравился эскапизм, который я обнаружила в этих воображаемых или не воображаемых сказках. Мне понравилось, как вы приветствовали фантастические пейзажи и трагедии, а также эпические рассказы о любви, потерянной и найденной в вашей жизни».

## Музыка и тексты
Evermore был описан как a сиквел (продолжение), сторона Б, вторая глава или запись-компаньон, сопутствующая или сестринская к Folklore.

### Музыка
В музыкальном плане Evermore сочетает такие стили как альтернативный рок, фолк, чеймбер-рок и инди-поп. Это альбом, расширяющий звучание своего инди-фолк-предшественника.
Однако Evermore более свободен и более экспериментален в своих звуковых каденциях. Альбом характеризуется акустическим ядром и зимним настроением, состоящим из аранжировок, медленных мелодий, бормотания, акустических гитар и электрогитар, спокойного и мрачного, фортепиано, синтезаторы, мандолина, пульсирующие драм-машины, струнные, нежные слои звуков меллотронов, флейты, валторны, виолончели, сладкозвучный вокал Свифт, и прозрачные бэк-вокалы, пропитанные туманной атмосферой. В альбоме иногда используются и поп-биты, напоминающие об альбоме 1989 (2014), например, в песнях «Gold Rush» и «Long Story Short». В газете The Daily Telegraph отметили, что Evermore не несет в себе чувства темпа или срочности, поскольку он отличается от темпа более ранних работ Свифт, более подходящего для стадиона.

### Темы
Как продолжение своего предшественника, Evermore — это интимный альбом, в основе которого лежит подробное повествование от третьего лица и изучение персонажей. Он отваживается глубже проникнуть в мир, который Свифт создала с помощью Folklore, который сочетает в себе факты и вымысел. В отличие от более интроспективной, романтической природы Folklore, Evermore смел, свободен, раскован, импрессионист и и исповедален по тону, глубже погружаясь в идеи Свифт о любви и страдании. В песнях обычно всплывают темы запретной любви, романтического пренебрежения, скупого прощения и нуара, вращающихся вокруг разнообразного набора персонажей, которые (как, например, в Folklore) взаимосвязаны на всех треках альбома, таких как очаровательные рассказчики, презираемые друзья, запутавшиеся женщины и враждующие пары.

### Песни

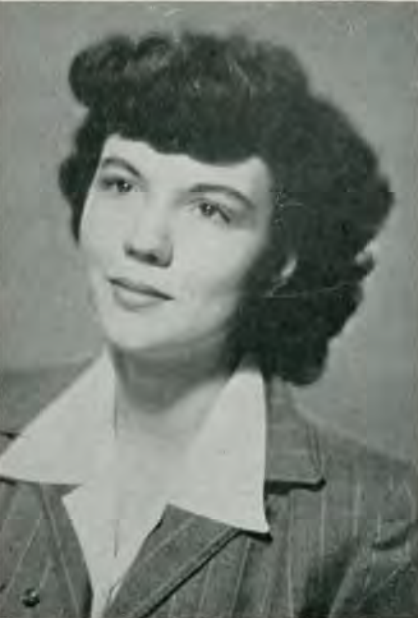
Марджори Финли (1928−2003), бабушка Свифт, которой певица посвятила трек «Marjorie».

Альбом Evermore открывается треком «Willow», инди-фолк-песней с глокеншпилем в сочетании с оркестровкой и ударными и необыкновенным припевом.
Плачущий трек «Champagne Problems» это фортепианная баллада о том, что помолвка идет не так, как надо. Он вращается вокруг неприятной подруги, личные проблемы которой разрушают её романтические отношения и заставляют её отвергнуть предложение руки и сердца своего возлюбленного, взяв на себя ответственность за это человеческое горе. Мерцающий трек «Gold Rush» приводится в движение барабанами, валторной, скрипкой и меняющимся ритмом. Его стихи звучат плавно поверх пульсирующего ритма, а его вступление и outro — многослойный вокал, описывающий отвлекающий маневр. Песня вращается вокруг чувства ревности и эмоциональной незащищенности рассказчика к симпатичному ему объекту влечения.
Четвертый трек, «'Tis the Damn Season», представляет собой рождественскую песню, в которой использована стиль праздничной баллады. В нём женщина-рассказчик прибывает в Тупело (Миссисипи), её родной город, на Рождественские каникулы, но встречает своего бывшего любовника, разжигает старое пламя страсти и они вместе оказывается в постели, несмотря на то, что знает, что это ни к чему не приведет. Песня построена на звуках электрогитары, а рассказчиком позже оказывается Доротея в следующем треке из альбома.
Медленно выстраивающийся трек «Tolerate It» рассказывает о внутреннем страдании обиженного главного героя, который хочет разорвать несчастливые отношения с отчужденным субъектом песни, но не может. В песне звучат приглушенные ноты фортепиано и синтезатора. «Пикантный» и кинематографичный трек «No Body, No Crime», записанный с участием американской группы Haim это кантри, поп-рок и кантри-рок песня, рассказывает жуткую историю о женщине по имени Эсте, которая была убита своим неверным мужем «в пользу» своей любовницы. Рассказчик, который оказался другом Эсте, мстит за это убийство.
В тринадцатом треке «Marjorie», Свифт подробно описывает переживания о своей бабушке, оперной певице Марджори Финли (1928−2003), которая скончалась, когда Свифт было 13 лет, но которая вдохновляла её заниматься музыкой. В этом треке был использован её сэмплированный бэк-вокал, синтезаторы, струнные инструменты, ударные, виолончель.

## Художественное оформление
Визуальная эстетика Evermore основана на зимней тематике, это юлианская версия коттеджкорной, лесной эстетики Folklore. Журнал Time отметил, что Folklore — это приглушённая, осенняя палитра звуков и чувств, тогда как Evermore — это её зимний спутник с затянувшейся грустью и сожалением. В то время как Folklore использует монохромную серую гамму, Evermore использует цвета. The Times of India считает, что Evermore — это «Лорел Каньон эпохи 1960-х годов».

### Обложка
На обложке Evermore Свифт изображена в поле, [56] лицом от камеры, смотрящей на голые деревья вдали. Она стоит на краю лесного массива, в то время как на обложке Folklore она была изображена в лесу. Её волосы уложены во французскую косу, а на ней однобортное коричнево-оранжевое клетчатое фланелевое пальто из коллекции английского дизайнера Стеллы Маккартни. ЖурналStylist назвал прическу «беспорядочной и шикарной». Адам Рид, посол редакции французской косметической компании L’Oréal в Великобритании, восхитился косой Свифт и описал её как «простую, сверхъестественную и вневременную». Согласно Consequence, обложка «великолепна в своей простоте», на ней Свифт изображена лицом к полю, намекая на то, что «она приглашает слушателя увидеть поле её глазами». После выхода Evermore копии фланелевого пальто, в котором Свифт была изображена на обложке, были быстро распроданы на онлайновой люксовой площадке Farfetch, объединяющей престижные бутики всего мира. Обложка альбома стала одной из трёх самых разыскиваемых в интернете по количеству запросов в 2021 году.

## Релиз и продвижение
Evermore был выпущен 11 декабря 2020 года (за два дня до тридцать первого дня рождения Свифт) только для платформ цифровой загрузки музыки и стриминга. Это дополнительный альбом к своему предшественнику «Folklore», который был выпущен менее пяти месяцев назад; оба проекта — альбомы-сюрпризы, о которых было объявлено за 16 часов до их релиза в полночь. Релиз Evermore это второй случай, когда Свифт отказалась от своего традиционного длительного периода перед следующим выпуском, после «Folklore». Evermore был выпущен на компакт-дисках 18 декабря 2020 года. Его варианты на кассетах и виниловых пластинках должны быть выпущены в 2021 году. Бонус-треки «Right Where You Left Me» и «It’s Time to Go» из делюксового издания, ранее предназначавшиеся только для физических носителей, были выпущены для стриминговых сервисов 7 января 2021 года.

### Синглы
Песня «Willow» вышла в качестве лид-сингла альбома одновременно с ним 11 декабря 2020 года. Музыкальное видео для этой песни было снято Свифт в качестве режиссёра.
Трек «No Body, No Crime» выходит на кантри-радио 11 января 2021 года в качестве второго сингла с альбома.

## Отзывы
Альбом получил положительные отзывы музыкальной критики и интернет-изданий. Он получил 85 из 100 баллов на интернет-агрегаторе Metacritic.
Отмечая Свифт как непревзойденного автора песен, Броди Ланкастер из Sydney Morning Herald обнаружил, что Эвермор всё глубже погружается в вымышленные повествования певицы, и высоко оценил глубину и разнообразие её персонажей. Критик NME Ханна Милреа высказала мнение, что Свифт продвигает свое инди-переосмысление ещё далее в Evermore, назвав его «вольным младшим братом», а Folklore — «интроспективной романтичной старшей сестрой»; Милреа считает, что Evermore более свободный и экспериментальный, расширяет звуковую палитру своего предшественника. В соответствии с этим, American Songwriter назвал Folklore «архетипической старшей сестрой — осторожной, но безнадежным романтиком», тогда как Evermore — «смелой младшей сестрой», причем на последнем представлена рождественская эволюция звука первого.
Маура Джонстон из еженедельника Entertainment Weekly, утверждает, что Свифт «повышает уровень» в Evermore в том смысле, что принимая на себя музыкальные риски и задействуя детализированных персонажей, дублирует сестринские альбомы как карьерный максимум для певицы. Эд Пауэр из газеты The Irish Times определил Evermore как «Folklore Part Two» и отметил, что темп в нём никогда не поднимается выше «слегка оживленного», что приводит к эффекту погружения, который «приятно уносит вас прочь». Алексис Петридис из The Guardian считает, что Evermore продолжает то, что начал Folklore — переход Свифт от мейнстримовой поп-музыки к альтернативному року, и сравнила это с ее уходом из кантри в поп-музыку с выходом альбома Red в 2012 году; Петридис добавил, что это доказывает способность Свифт сменять форму подачи музыкального материала и его жанры. Нил Маккормик из The Daily Telegraph похвалил эмоциональное песенное искусство альбома, назвав его искренним и задумчивым.
Энни Залески из The A. V. Club предпочел Evermore, поставив его выше Folklore, как лучший альбом и отметил, что первый продолжает «построение вселенной» второго с более сильным сочинением песен и большей звуковой сплоченностью. Хелен Браун из газеты The Independent сочла песни захватывающими и созерцательными, и сравнила их повествование с обстановкой у костра. Клэр Шаффер в своём обзоре для журнала «Rolling Stone» увидела, что альбом охватывает новые жанры и амбициозные повествования, и приветствовала новое художественное направление Свифт.
Джейсон Липшуц из журнала Billboard заявил, что альбом более прогрессивный и смелый, чем Folklore, хотя поначалу казалось, что выдавал себя за его продолжение. Он объяснил, что Evermore исследует сложности взрослой любви более широко, чем его предшественник, и выставляет напоказ самые смелые и лучшие тексты Свифт.
Критик Крис Уиллман из журнала Variety похвалил продюсирование альбома и «живой» вокал Свифт и подчеркнул его импрессионистский стиль повествования, который доступен только после нескольких прослушиваний. Том Брейхан из Stereogum назвал его профессиональным «полноценным зимним альбомом», окутанным успокаивающей атмосферой.
Джон Парелес из газеты «The New York Times» похвалил его тщательно выполненный звук и достойные тексты и отметил, что он содержит больше исследований характера, чем Folklore.
В менее благоприятной рецензии Крис Ричардс из газеты «The Washington Post» нашёл альбом длинным и отверг его инди-категоризацию. Микаэль Вуд из газеты Los Angeles Times считает, что новый альбом — это остатки от Folklore и он «просто повторяет его уловки», но выбрал песни «Tolerate It», «Gold Rush», «Champagne Problems», «No Body, No Crime» и «Dorothea» в качестве основных музыкальных моментов диска.
Среди других отзывов: Gigwise, The Line of Best Fit, The Times,

### Итоговые годовые списки
Издание USA Today поставило оба альбома Свифт на первое место, отметив, что «в то время как в Folklore мы находим Свифт уходящей глубоко в лес и в своё собственное сердце, то в Evermore она появляется с новой уверенностью и ясностью, через мифы и трагедии передаёт связанные личные истории». И далее объясняет «волшебство» обоих этих альбомов тем, что «избавившись от всех привычных наворотов, ожидаемых от крупных поп-релизов, Свифт твердо ставит своё непревзойденное сочинение песен на первый план, создавая тексты, которые открываются удивительным образом по-новому с каждым прослушиванием. С помощью Folklore и Evermore она создала интроспективную музыку, которая знакомит нас с тем, как и где мы находимся, — маленькими триумфами от самого искреннего рассказчика музыки».
| Публикация                | Список                                   | Ранг | Примечание              | Ссылка |
| ------------------------- | ---------------------------------------- | ---- | ----------------------- | ------ |
| The Boston Globe          | Top 12 Best Pop Albums of 2020           | N/A  | Folklore также в списке | [ 58 ] |
| Chorus.fm                 | Top 30 Albums of 2020                    | 6    | Folklore на 2-м месте   | [ 59 ] |
| Complex                   | Waiss Aramesh’s Albums of 2020           | 8    | Folklore на 3-м месте   | [ 60 ] |
| Complex                   | Edwin Ortiz’s Albums of 2020             | 7    | Folklore на 3-м месте   | [ 60 ] |
| Good Morning America      | The 50 best albums of 2020               | 7    | Tied with Folklore      | [ 61 ] |
| Herald Sun                | The Best Albums of 2020                  | N/A  | Folklore также в списке | [ 62 ] |
| Financial Times           | Best 10 Albums of 2020                   | 9    | Вместе с Folklore       | [ 63 ] |
| KIIS-FM                   | Tanya Rad’s Favorite Albums of 2020      | N/A  | Folklore в списке       | [ 64 ] |
| Metacritic                | The 40 Best Albums of 2020               | 22   | Folklore на № 8         | [ 65 ] |
| Metacritic                | Best Albums, by Year 2020                | 45   | Folklore на № 12        | [ 66 ] |
| Metacritic                | Best of 2020: Music Critic Top Ten Lists | 23   | Folklore на № 4         | [ 67 ] |
| NJ.com                    | The 50 Albums That Saved Us From 2020    | 1    | Вместе с Folklore       | [ 68 ] |
| Our Culture               | The 50 Best Albums of 2020               | 4    | Вместе с Folklore       | [ 69 ] |
| The Philadelphia Inquirer | Top Pop Music Albums                     | 6    | Вместе с Folklore       | [ 70 ] |
| PopSugar                  | The 50 Best Albums of 2020               | 17   | Folklore на № 16        | [ 71 ] |
| Rolling Stone             | Rob Sheffield's Top 20 Albums of 2020    | 5    | Folklore на № 1         | [ 72 ] |
| Slate                     | The Music Club, 2020                     | 2    | Вместе с Folklore       | [ 73 ] |
| USA Today                 | The 10 Best Albums of 2020               | 1    | Вместе с Folklore       | [ 57 ] |
| Variety                   | Chris Willman’s Best Albums of 2020      | 1    | Вместе с Folklore       | [ 74 ] |
| Yahoo! Entertainment      | Lori Majewski’s Top 10                   | 6    | Folklore на № 1         | [ 75 ] |
| soyuz.ru                  | soyuz.ru: 20 лучших альбомов 2020 года   | N/A  | Вместе с Folklore       | [ 76 ] |

## Награды и номинации
На церемонии вручения премии 2021 American Music Awards Evermore победил в категории Favorite Pop Album, став рекордной седьмой номинацией Свифт и четвёртой победой в этой категории. Свифт также номинирована на звание Artist of the Year и Favorite Pop/Rock Female Artist, что означает её рекордную восьмую номинацию для первой категории (было 6 побед), и седьмую номинацию и шестую победу во второй номинации (и четвёртую подряд).
| Организация            | Год  | Награда                                                                   | Результат | Ссылка |
| ---------------------- | ---- | ------------------------------------------------------------------------- | --------- | ------ |
| Guinness World Records | 2020 | Самый короткий период между двумя чарттопперами в Billboard 200 (женщины) | Победа    | [ 78 ] |
| American Music Awards  | 2021 | Favorite Pop/Rock Album                                                   | Победа    | [ 79 ] |
| ARIA Music Awards      | 2021 | Best International Artist (Evermore)                                      | Победа    | [ 80 ] |
| Grammy Awards          | 2022 | Album of the Year                                                         | Номинация | [ 81 ] |
| Juno Awards            | 2022 | International Album of the Year                                           | Номинация | [ 82 ] |

## Коммерческий успех
Доступный только через цифровые музыкальные и потоковые платформы имел большой успех. Лейбл Republic Records сообщил о продаже более миллиона копий Evermore в первую неделю продаж по всему миру, что сделало его восьмым подряд студийным альбомом Свифт с таким тиражом. Все 15 треков альбома вошли в топ-75 глобального чарта Billboard Global 200. Благодаря Evermore и Folklore, Свифт стала самым продаваемым артистом 2020 года на Amazon Music среди музыкантов всех жанров. Международная федерация производителей фонограмм (IFPI) назвала её самым успешным по продажам среди всех солистов (в том числе, и среди женщин) в 2020 году и вторым в целом.

### США
В США в хит-параде Billboard 200 альбом дебютировал на первом месте с тиражом 329,000 единиц, включая 220,49 млн on-demand стрим-потоков и 154,000 чистых копий альбома. Evermore стал вторым за 2020 год и восьмым в сумме чарттоппером Свифт, что сделало её первой женщиной в истории с восемью дебютами на первом месте. Это была также самая большая неделя продаж альбома с тех пор, как прекратили учитывать в чарте факторинговые пакеты бандлы (товар+альбом) и предложения билетов на концерты вместе с альбомом. На той же неделе Folklore занял третье место в чарте, сделав Свифт первой женщиной, которая с 1963 года с двумя своими альбомами заняла одновременно места в тройке лучших. Период времени между дебютом Folklore и Evermore длился четыре месяца и 18 дней — самый короткий промежуток между двумя топовыми альбомами в Billboard 200 для женщин, начиная с 1956 года. При этом, как отметил журнал Billboard, Evermore не был доступен в физических копиях в течение первой недели и был выпущен только в виде цифровой музыки и на потоковых платформах.
К апрелю 2021 года, Evermore имел тираж более 1 млн единиц, из которых 391 тыс. пришлось на чистые продажи
Свифт также поставила рекорд по самому короткому промежутку между двумя чарттопперами: между лидерством Folklore и Evermore прошло всего 4 месяца и 18 дней. Прошлый рекорд в 5 месяцев и 3 дня продержался почти полвека. Он принадлежал Оливии Ньютон-Джон и её двум альбомам (каждый продержался на первом месте по одной неделе): If You Love Me Let Me Know (12 октября 1974) и Have You Never Been Mellow (15 марта 1975).
Свифт стала третьей женщиной с двумя альбомами-чарттопперами за один год (сольно). Ранее такой успех был у LeAnn Rimes (1997 — Unchained Melody/The Early Years и You Light Up My Life: Inspirational Songs) и Susan Boyle (2010 — I Dreamed a Dream и The Gift).
Альбом также дебютировал в рок-чарте Alternative Albums, сместив с вершины Folklore;; Evermore возглавлял чарт 15 недель.
Все 15 песен с альбома дебютировали в чарте Hot 100 на этой же неделе (это 4-й результат в истории): № 1 — «Willow», 21 — «Champagne Problems», 34 — «No Body, No Crime» feat. HAIM, 39 — «’Tis The Damn Season», 40 — «Gold Rush», 45 — «Tolerate It», 52 — «Happiness», 57 — «Evermore» feat. Bon Iver, 61 — «Ivy», 63 — «Coney Island» feat. The National, 67 — «Dorothea», 68 — «Long Story Short», 71 — «Cowboy Like Me», 75 — «Marjorie», 82 — «Closure». По общему по числу синглов, вошедших в чарт Тейлор побила рекорд среди женщин. Ранее, рекорд принадлежал Ники Минаж, а Тейлор поставила рекорд с 128 синглами (2006—2020). Это четвёртый результат в истории после Drake (228), Glee Cast (207) и Lil Wayne (170). Evermore стал третьим альбомом Свифт после Lover (2019) и Folklore, все треки с которых дебютировали в чарте Hot 100 одновременно с выходом своего альбома. Все треки также появились в чарте Hot Rock & Alternative Songs, кроме «No Body, No Crime», который дебютировал на втором месте в Hot Country Songs. Благодаря тому, что восемь треков с Folklore остались в чарте наряду с 14 треками с Evermore, Свифт заняла 22 из 50 позиций чарта — второе место в истории чарта по одновременному количеству треков после Linkin Park (23). В чарте Hot Alternative Songs, Свифт заняла 16 позиций, побив рекорд Machine Gun Kelly.
Несмотря на то, что альбом Evermore был доступен только в течение последних двух недель 2020 года, он вошёл в десятку самых продаваемых альбомов 2020 года. Он занял восьмое место в списке бестселлеров Rolling Stone и десятое место в списке самых продаваемых альбомов 2020 года MRC Data с 283 000 единиц продаж; его сестринский альбом, Folklore, стал самым продаваемым альбомом 2020 года.
В июне 2021 года альбом снова занял первое место в Billboard 200. Всплеск продаж Evermore был вызван рекордными для современной эпохи продажами виниловых пластинок, компакт-дисков с автографами и скидками на цифровую версию альбома. Он поднялся на 73 строчки и занял вершину чарта с 202 000 копий после выхода на виниле. 192 000 из этого числа — чистые продажи, что превзошло показатели её собственного диска Fearless (Taylor’s Version) на крупнейшую неделю продаж 2021 года. Это ознаменовало 53-ю неделю на первом месте в альбомном чарте за всю карьеру Свифт, увеличив её же рекорд как женщины с наибольшим количеством недель на первом месте в истории Billboard 200 и на третьем месте по количеству недель в целом, уступая только The Beatles и Элвису Пресли. В эту же неделю продано 102 000 копий виниловых пластинок Evermore, что побило прежний рекорд Джека Уайта с альбомом Lazaretto (40 000) для самой большой недели продаж виниловых альбомов с тех пор, как MRC Data начали отслеживать продажи в 1991 году.
Evermore стал седьмым самым продаваемым альбомом года с тиражом 818,000 единиц.
Evermore возглавил итоговый список продаж Billboard Year-End Top Album Sales 2021 года, а также список лучших альтернативных альбомов Top Alternative Albums. В общем итоговом списке альбом занял четвёртое место в Billboard 200 Year-End. Свифт также заняла первое место в таких итоговых годовых списках как Billboard 200 Artist, Billboard 200 Female Artist, Top Album Sales Artist, Top Alternative Artist и Top Alternative Albums Artist.

### Другие страны
В Канаде Evermore дебютировал на первом месте в Billboard Canadian Albums, став вторым за 2020 год и восьмым в сумме чарттоппером Свифт в этой стране. Все треки с Every track from Evermore одновременно дебютировали в Canadian Hot 100, включая «Willow» на первом месте (её 7-й чарттоппер), «Champagne Problems» на шестом месте, «No Body, No Crime» на 11-м, «'This the Damn Season» на 13-м, «Gold Rush» на 14-м и «Tolerate It» на 18-м. В итоге Свифт получила свой 30-й хит в канадской десятке лучших top-10 и 131-е вхождение в чарт этой страны.
В Великобритании Evermore дебютировал на первом месте в Official Albums Chart, сделав Свифт самой «быстрой» женщиной, получившей шесть чарттопперов в этой стране, опередив Мадонну, и первой женщиной с шестью альбомами номер-один в XXI веке. Это уже второй чарттоппер певицы за 2020 год после Folklore, что сделало её первым за 4 года исполнителем с несколькими альбомами номер-один за год после Дэвида Боуи в 2016 году. В чарте Official Singles Chart лид-сингл «Willow» дебютировал на 3-м месте (уступив двум рождественским песням) и стал 11-м хитом Свифт в top-5, в то время как «Champagne Problems» и «No Body, No Crime» дебютировали на 15 и 19 местах, увеличив общее число хитов певицы в британском чарте UK top-20 до 21.

## Влияние
После выпуска Evermore поисковые запросы пальто в клетку (в котором певица изображена на обложке) за один день подскочили на 49 %. Данные Google Trends также показали значительный всплеск поиска клетчатых ботинок за тот же период времени. Копии фланелевого пальто, которое Свифт использовала для фото на обложке, сразу же раскупили на торговой платформе Farfetch. Финансовая информационная служба Yahoo! Finance сообщила, что менее чем через 24 часа после анонса альбома интерес аудитории к Свифт резко возрос в поисковой системе Apple Music.
Успешный выпуск Свифт Evermore сразу после Folklore был встречен с похвалой. Журнал Variety сравнил этот двойной релиз с таковым у Beatles и U2, особенно с последним, выпустившим Zooropa (1993) во время турне для продвижения альбома Achtung Baby (1991), в то время как журнал Rolling Stone назвал это «hot streak (жарким периодом, горячей полосой)», напоминающей действия Принса в 1987 и Дэвида Боуи в 1977. Журнал Vulture заявил, что новость об очередном неожиданном альбоме Свифт «стала большим шоком», поскольку она была «самым ярким сторонником традиционного выпуска поп-альбомов в индустрии», который превращает свои тщательно спланированные релизы в «собственное искусство». Назвав это свидетельством её творческой приверженности, журнал Our Culture Mag высоко оценил способность Свифт за короткое время выпустить альбом, равный своему предшественнику, одновременно перезаписав свои первые шесть студийных альбомов. NJ.com поблагодарил Свифт за то, что она сделала «несчастный год» немного более терпимым, и добавила, что ни один другой музыкант её уровня не «творил так беспрестанно» в 2020 году. The Sydney Morning Herald назвал её «королевой пандемической продуктивности».
Evermore и Folklore были названы двумя знаковыми альбомами 2020 года. CNN назвал Свифт среди знаменитостей, которые «подняли нам настроение» во время пандемии COVID-19. The Times назвала её «поп-звездой года» за выпуск двух альбомов, которые «завоевали новую аудиторию». Billboard назвал эти сестринские альбомы наиболее яркими примерами того, как пандемия изменила музыку в 2020 году, и вынудил артистов изменить свой творческий процесс, что, в свою очередь, привело их работы к большому успеху. Arre писал, что Свифт развеяла культурный кризис пандемии в двух эскапистских альбомах, перенося слушателей в «более простой мир, чья чувствительность — не апокалиптическая, а домашняя». Он поставил под сомнение возможность ретроспективно взглянуть на Evermore, не вспоминая пандемию, и добавил, что будущие поколения получат представление о 2020 году через сестринские альбомы, которые конденсируют эмоции, что «невозможно выразить словами».

### Судебные споры
2 февраля 2021 года Evermore Park, тематический парк развлечений в стиле фэнтези в Плезант-Гроув, штат Юта, подал иск против Свифт и её команды по обвинению в нарушении права на товарный знак EVERMORE, пытаясь предотвратить дальнейшее использование этого слова Свифт, и потребовал: возместить ущерб в размере 2 миллионов долларов США за каждый тип проданных товаров или услуг или часть доходов от использования названия, включая судебные издержки.
24 февраля 2021 года TAS Rights Management (торговая марка и компания авторских прав Свифт) подала встречный иск против тематического парка за якобы нарушение авторских прав на песни Свифт «Love Story», «You Belong with Me» и «Bad Blood» путем регулярного использования их в выступлениях и мероприятиях в парке без предварительного уведомления и получения на то разрешения.
В марте 2021 года представитель Свифт сообщил, что в качестве резолюции обе стороны решили «отказаться от своих исков без денежного урегулирования».

## Список композиций
| №                   | Название                                  | Автор(ы)                              | Продюсеры                            | Длительность |
| ------------------- | ----------------------------------------- | ------------------------------------- | ------------------------------------ | ------------ |
| 1.                  | «Willow»                                  | Свифт Аарон Десснер                   | А. Десснер                           | 3:34         |
| 2.                  | «Champagne Problems»                      | Свифт Уильям Бовери                   | Свифт А. Десснер                     | 4:04         |
| 3.                  | «Gold Rush»                               | Свифт Джек Антонофф                   | Свифт Антонофф                       | 3:05         |
| 4.                  | «'Tis the Damn Season»                    | Свифт А. Десснер                      | А. Десснер                           | 3:49         |
| 5.                  | «Tolerate It»                             | Свифт А. Десснер                      | А. Десснер                           | 4:05         |
| 6.                  | «No Body, No Crime» (при участии Haim)    | Свифт                                 | Свифт А. Десснер                     | 3:35         |
| 7.                  | «Happiness»                               | Свифт А. Десснер                      | А. Десснер                           | 5:15         |
| 8.                  | «Dorothea»                                | Свифт А. Десснер                      | А. Десснер                           | 3:45         |
| 9.                  | «Coney Island» (при участии The National) | Свифт А. Десснер Bryce Dessner Bowery | А. Десснер Б. Десснер                | 4:35         |
| 10.                 | «Ivy»                                     | Свифт Antonoff А. Десснер             | А. Десснер                           | 4:20         |
| 11.                 | «Cowboy like Me»                          | Свифт А. Десснер                      | А. Десснер                           | 4:35         |
| 12.                 | «Long Story Short»                        | Свифт А. Десснер                      | А. Десснер                           | 3:35         |
| 13.                 | «Marjorie»                                | Свифт А. Десснер                      | А. Десснер                           | 4:17         |
| 14.                 | «Closure»                                 | Свифт А. Десснер                      | А. Десснер BJ Burton James McAlister | 3:00         |
| 15.                 | «Evermore» (при участии Bon Iver)         | Свифт Justin Vernon Bowery            | Свифт А. Десснер                     | 5:04         |
| Общая длительность: | Общая длительность:                       | Общая длительность:                   | Общая длительность:                  | 60:38        |

| №                   | Название                  | Автор(ы)            | Продюсеры           | Длительность |
| ------------------- | ------------------------- | ------------------- | ------------------- | ------------ |
| 16.                 | «Right Where You Left Me» | Свифт А. Десснер    | А. Десснер          | 4:05         |
| 17.                 | «It’s Time to Go»         | Свифт А. Десснер    | А. Десснер          | 4:15         |
| Общая длительность: | Общая длительность:       | Общая длительность: | Общая длительность: | 69:00        |

| №                   | Название                                          | Автор(ы)            | Продюсеры           | Длительность |
| ------------------- | ------------------------------------------------- | ------------------- | ------------------- | ------------ |
| 18.                 | «Willow» (Dancing Witch Version) ([Elvira Remix]) | Свифт А. Десснер    | А. Десснер          | 3:04         |
| 19.                 | «Willow» (Lonely Witch Version)                   | Свифт А. Десснер    | А. Десснер          | 3:34         |
| Общая длительность: | Общая длительность:                               | Общая длительность: | Общая длительность: | 75:30        |

## Участники записи
По данным Tidal
и Pitchfork.

### Персонал
| Музыканты - Тейлор Свифт — лид-вокал (все треки), автор (все треки), продюсирование (треки 2, 3, 6, 15) - Аарон Десснер — автор (1, 4-5, 7-14), продюсирование (1-2, 4-15), программирование драм-машины (1, 4-5, 7, 9-15), перкуссия (1, 10-12), клавишные (1, 5, 7, 11-12), синтезатор (1-2, 4, 6-7, 9-12, 14-15), фортепиано (1-2, 4-8, 11, 13-15), электрогитара (1, 4, 6-12), бас-гитара (1, 4-10, 12, 14), акустическая гитара (1-2, 4, 6-13), synth bass (2, 10-13), мандолина (6), запись вне студии (6), тамбурин (8), гитара (high string guitar) (9-10), ударные (10), гитара (rubber bridge guitar) (10), drone (13) - Брайс Десснер — оркестровка (1, 4-5, 7, 9-15), автор (9), продюсирование (9), фортепиано (9, 14), pulse (9), электрогитара (12) - Джеймс Макалистер — синтезатор (1, 5, 10, 12, 14), программирование драм-машины (1, 5, 10, 12), перкуссия (5), клавишные (5, 10), vermona pulse (13), дополнительное продюсирование (14), ударные (14) - Брайан Девендорф — перкуссия (1, 10, 13), программирование драм-машины (1, 5, 9-10, 13), ударные (9, 12) - Юки Нумата Резник — скрипка (1, 4-5, 7, 9-15) - Кларис Йенсен — виолончель (1, 4, 5, 9-13, 15) - Джейсон Тройтинг — глокеншпиль (1), перкуссия (5, 9, 13), ударная установка (9), кроталы (12, 15), металлическая перкуссия (12), аккордовая палочка (13-14) - Алекс Сопп — флейта (1, 15) - CJ Camerieri — валторна (1) - Томас Бартлетт — — клавишные (1, 4, 7, 8), синтезаторы (1, 4, 7, 8, 10), фортепиано (8) - Уильям Бовери — автор (2, 9, 15), фортепиано (15) - Логан Коул — контрабас (2, 10-11, 14-15) - Джек Антонофф — автор (3, 10), продюсирование (3), ударные (3), перкуссия (3), бас-гитара (3), электрогитара (3), акустическая гитара (3), слайд-гитара (3), фортепиано (3), меллотрон (3), бэк-вокал (3) - Майки Фридом Харт — синтезатор DX7 (3), электрогитара (3), классическая шестиструнная гитара (3), Rhodes (3), челеста (3) - Шон Хатчинсон — ударные (3) - Майкл Риддлбергер — ударные - Эван Смит — рожки (3) - Патрик Бергер — синтезатор OP-1 (3) - Бобби Хок — скрипка (3) - Ник Ллойд — Орган Хаммонда (Hammond B3 Organ) (4) - Джош Кауфман — фисгармония (4), горизонтальная гавайская гитара (4, 11), электрогитара (8), акустическая гитара (8), гармоника (11), мандолина (11) - Бенджамин Лэнц — тромбон (4, 10), horn arrangement (4), синтезатор (8, 10) - Даниэль Хайм — вокал (6) - Эсти Хайм — вокал (6) - JT Bates — ударные (6-8, 10), перкуссия (8) - Райан Олсон — синтезатор Allovers Hi-Hat Generator (7, 13) - Мэтт Бернингер — вокал (9) - Скотт Девендорф — бас-гитара (9), синтезатор (pocket piano) (9) - Джастин Вернон — бэк-вокал (10, 13), треугольник (10), ударные (10-11, 14), банджо (10), электрогитара (10-11), синтезатор Prophet X (13), Messina (14), автор (15), синтезатор (15), запись вне студии (15), вокал (15) - Кайл Резник — труба (10, 12, 14) - Маркус Мамфорд — бэк-вокал (11) - Марджори Финлэй — бэк-вокал (13) - Тревер Хаген — труба (14), микширование (14) - Би Джей Бертон — дополнительное продюсирование (14) - Джеймс Макалистер — дополнительное продюсирование (14) - Габриэль Кабесас — виолончель (14-15) - Дэйв Нельсон — тромбон (14) - Стюарт Боги — альт-кларнет (15), контрабас-кларнет (15), флейта (15) Запись дополнительных инструментов - Кайл Резник — скрипка (1, 4-5, 7, 9-15) - Бобби Хоук — скрипка (3) - Аарон Десснер — vermona pulse (13) - Робин Бейнтон — фортепиано (Bowery on 15) |

Технический персонал
- Джонатан Лоу — звукозапись (1-2, 4-15), запись вокала (1-5; Свифт на 6, 9; 10-14; Свифт на 15), микширование (все треки)
- Аарон Десснер — звукозапись (1-2, 4-15)
- Грег Калби — мастеринг (все треки)
- Стив Фэллон — мастеринг (все треки)
- Лора Сиск — звукозапись (3), запись вокала (8)
- Джон Руни — ассистент звукоинженера (3)
- Йон Шер — ассистент звукоинженера (3)
- Ариэль Рехтшейд — запись вокала (Даниэль и Эсти Хайм на 6)
- Мэтт ДиМиона — запись вокала (Даниэль и Эсти Хайм на 6)
- Робин Бейнтон — запись вокала (7; Свифт на 9; Mumford на 11)
- Шон О’Брайен — запись вокала (Berninger на 9)
- Джастин Вернон — запись вокала (Bon Iver на 15)

Замечание
- Брайс Десснер, Джеймс Макалистер, Джастин Вернон и некоторые другие также указаны при записи их инструментовки.

### Дизайн
- Бет Гаррабрант — фотография[120]

## Чарты
| Чарт (2020)                            | Высшая позиция |
| -------------------------------------- | -------------- |
| Австралия (ARIA)                       | 1              |
| Австрия (Ö3 Austria)                   | 2              |
| Бельгия/Фландрия (Ultratop)            | 1              |
| Бельгия/Валлония (Ultratop)            | 20             |
| Канада (Canadian Albums Chart)         | 1              |
| Хорватия (HDU)                         | 1              |
| Чехия (ČNS IFPI)                       | 8              |
| Дания (Hitlisten)                      | 2              |
| Нидерланды (Album Top 100)             | 3              |
| Финляндия (Suomen virallinen lista)    | 7              |
| Франция (SNEP)                         | 68             |
| Германия (Offizielle Top 100)          | 5              |
| Венгрия (MAHASZ)                       | 20             |
| Исландия (Tónlist)                     | 22             |
| Ирландия (Irish Albums Chart)          | 2              |
| Италия (FIMI)                          | 26             |
| Япония (Oricon)                        | 16             |
| Япония (Billboard Japan)               | 19             |
| Новая Зеландия (RMNZ)                  | 1              |
| Норвегия (VG-lista)                    | 3              |
| Польша (ZPAV)                          | 46             |
| Португалия (AFP)                       | 1              |
| Шотландия (Scottish Albums Chart)      | 3              |
| Словакия (ČNS IFPI)                    | 20             |
| Испания (PROMUSICAE)                   | 11             |
| Швеция (Sverigetopplistan)             | 3              |
| Швейцария (Schweizer Hitparade)        | 4              |
| Великобритания (UK Albums Chart)       | 1              |
| США (Billboard 200)                    | 1              |
| США (Billboard Top Alternative Albums) | 1              |

| Чарт (2020)      | Позиция |
| ---------------- | ------- |
| Австралия (ARIA) | 47      |

| Чарт (2021)                     | Позиция |
| ------------------------------- | ------- |
| Австралия (ARIA)                | 15      |
| Канада (Billboard)              | 9       |
| Ирландия (IRMA)                 | 21      |
| Новая Зеландия (RMNZ)           | 24      |
| Великобритания (UK Albums, OCC) | 31      |
| США (Billboard 200)             | 4       |
| США (Top Alternative Albums)    | 1       |

## Сертификации и продажи
| Регион                                                                      | Сертификация  | Продажи   |
| --------------------------------------------------------------------------- | ------------- | --------- |
| Австралия (ARIA)                                                            | Золотой       | 35 000    |
| Канада (Music Canada)                                                       | Золотой       | 40 000    |
| Дания (IFPI Danmark)                                                        | Золотой       | 10 000    |
| Новая Зеландия (RMNZ)                                                       | 2× Платиновый | 30 000    |
| Норвегия (IFPI Norway)                                                      | Золотой       | 10 000*   |
| Великобритания (BPI)                                                        | Золотой       | 100 000   |
| США (RIAA)                                                                  | Платиновый    | 1 000 000 |
| Данные о продажах + прослушиваниях приведены только на основе сертификации. |               |           |

## История релиза
| Регион         | Дата            | Формат                     | Издание     | Лейбл                 | Ссылка          |
| -------------- | --------------- | -------------------------- | ----------- | --------------------- | --------------- |
| Мир            | 11 декабря 2020 | Цифровые загрузки стриминг | Стандартное | Republic              | [ 118 ]         |
| Великобритания | 18 декабря 2020 | CD                         | Делюксовое  | EMI                   | [ 165 ]         |
| США            | 18 декабря 2020 | CD                         | Делюксовое  | Republic              | [ 166 ]         |
| Мир            | 7 января 2021   | Цифровые загрузки стриминг | Делюксовое  | Republic              | [ 167 ]         |
| Япония         | 22 января 2021  | CD                         | Японское    | Universal Music Japan | [ 168 ] [ 169 ] |
| Бразилия       | 29 января 2021  | CD LP                      | Делюксовое  | Universal             | [ 170 ]         |
| Мир            | 21 февраля 2021 | Компакт-кассета            | Делюксовое  | Universal Music Group | [ 171 ]         |
| Мир            | 28 мая 2021     | Винил                      | Делюксовое  | EMI                   | [ 172 ] [ 173 ] |
| США            | 3 июня 2021     | Цифровые загрузки          | Fan edition | Republic              | [ 174 ]         |

### Комментарии
1. ↑  Лорел Каньон — это местность около Голливудских холмов в горах Санта-Моника, в пределах района Голливуд-Хиллз-Уэст в Лос-Анджелесе, штат Калифорния. Главная магистраль бульвар Лорел Каньон (Laurel Canyon Boulevard) соединяет район с более урбанизированными частями Лос-Анджелеса на севере и юге, между бульваром Вентура и бульваром Голливуд. Лорел Каньон стал узлом контркультурной активности и настроений в середине конца 1960-х и начале 1970-х годов, став известным домом для многих рок-музыкантов Лос-Анджелеса, таких как Касс Эллиот из группы Mamas & the Papas; Джони Митчелл; Фрэнк Заппа; Джим Моррисон из The Doors; Кэрол Кинг; The Byrds; Грэм Парсонс; Buffalo Springfield; Canned Heat; Джон Мейолл; члены группы Eagles; группа Love; Нил Янг; Брайан Уилсон из The Beach Boys, а также Джеймс Тейлор, Джексон Браун, Нед Доэни, Бонни Рэйт, Линда Ронстадт, Гарри Нилсон и другие[38]. Эти места посещали самые хипповые музыканты и кинозвезды той эпохи[39].